# Convolvulus stapfii
Convolvulus stapfii är en vindeväxtart som beskrevs av Karl Heinz Rechinger. Convolvulus stapfii ingår i släktet vindor, och familjen vindeväxter. Inga underarter finns listade i Catalogue of Life.